# Волна (стадион, Пинск)
«Волна» — стадион в городе Пинск, Белоруссия. Является частью универсального спортивного комплекса «Волна» Полесского государственного университета. В настоящее время используется для проведения футбольных матчей ФК «Волна» в Первой лиге чемпионата Белоруссии. Максимальная вместимость — 3136 человек.

## Общие данные
Адрес: Пинск, ул. Иркутско-Пинской дивизии, 48

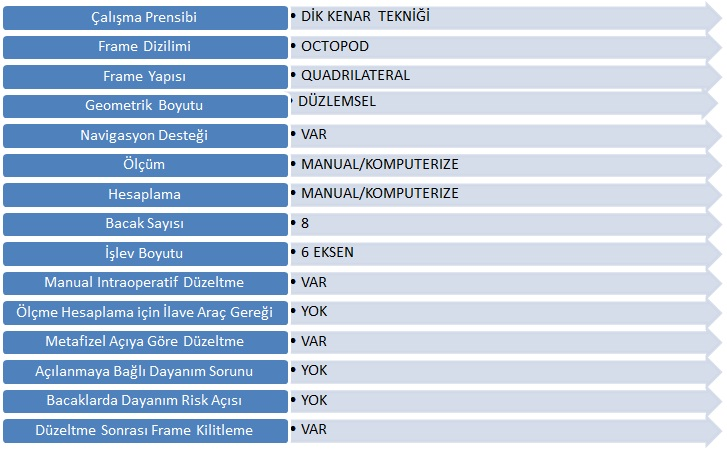
Табло стадиона Волна